# فريدريش تساندر
فريدريش تساندر (بالألمانية: Friedrich von Zander) (28 مارس عام 1791 – 14 أبريل عام 1868 م) هو قاضٍ ألماني، ولد في موراغ، توفي في كونيغسبرغ، عن عمر يناهز 77 عاماً.

## مناصب
تولى منصب عضو مجلس النواب البروسي اللوردات، وعضو مجلس النواب البروسي.

## جوائز
حصل على جوائز منها:
- نيشان فرسان العقاب الأسود.